# Liste der Biografien/Wal
Liste der Biografien |
Portal Biografien |
Personensuche
# |
A |
B |
C |
D |
E |
F |
G |
H |
I |
J |
K |
L |
M |
N |
O |
P |
Q |
R |
S |
T |
U |
V |
W |
X |
Y |
Z |
?
 
Wa |
Wc |
Wd |
We |
Wh |
Wi |
Wj |
Wl |
Wn |
Wo |
Wr |
Ws |
Wt |
Wu |
Ww |
Wy |
Wz
 
Waa |
Wab |
Wac |
Wad |
Wae |
Waf |
Wag |
Wah |
Wai |
Waj |
Wak |
Wal |
Wam |
Wan |
Wao |
Wap |
Waq |
War |
Was |
Wat |
Wau |
Wav |
Waw |
Wax |
Way |
Waz
 
Wala |
Walb |
Walc |
Wald |
Wale |
Walf |
Walg |
Walh |
Wali |
Walj |
Walk |
Wall |
Walm |
Waln |
Walo |
Walp |
Walq |
Walr |
Wals |
Walt |
Walu |
Walw |
Waly |
Walz
Die Liste der Biografien führt alle Personen auf, die in der deutschsprachigen Wikipedia einen Artikel haben. Dieses ist eine Teilliste mit 10 Einträgen von Personen, deren Namen mit den Buchstaben „Wal“ beginnt.

## Wal
- Wal, Claudia ter (* 1992), niederländische Handballspielerin
- Wal, Dolf van der (* 1987), niederländischer Snowboarder
- Wal, Eelke van der (* 1981), niederländischer Radsportlerer und Radsporttrainer
- Wal, Eric van der (* 1940), niederländischer Künstler und Büchermacher
- Wal, Frederique van der (* 1967), niederländische Schauspielerin und ModelFrederique van der Wal (* 1967)

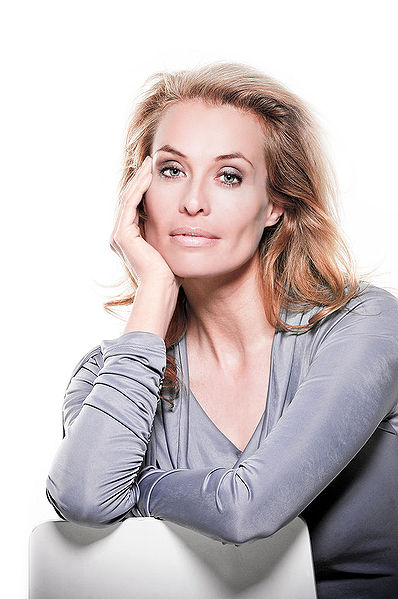
Frederique van der Wal (* 1967)

- Wal, Jitse van der (* 1999), niederländischer Dartspieler
- Wal, Johan de (1816–1892), niederländischer Strafrechtler und Rechtshistoriker
- Wal, Marian van de (* 1970), andorranisch-niederländische Sängerin und Hotelbesitzerin
- Wal, Marieke van der (* 1979), niederländische Handballspielerin
- Wal-Berg (1910–1994), französischer Komponist